# DHC
株式会社DHC（ディーエイチシー、英: DHC Corporation、登記上の商号: 株式会社ディーエイチシー）は、東京都港区に本社を置く化粧品、サプリメント（健康食品）、語学教材などの製造販売メーカー。
2023年にオリックス株式会社が創業者から事業を買収し、現在は同社の子会社となっている。

## 沿革
1972年創業。吉田嘉明が、大学の研究室を相手に洋書の翻訳委託業を行ったことに始まる。「DHC」とは「大学翻訳センター」（ローマ字表記: daigaku honyaku center）の略であり、翻訳事業は現在も行っている。1975年に株式会社組織になる。
1983年から基礎化粧品の通信販売事業を開始し、後に「DHCオリーブバージンオイル」と同オイルを主成分としたDHC薬用ディープクレンジングオイルを販売する。現在では、健康食品の取扱品目493を有する最大手企業に成長、美容・健康食品通販売上第一位である。
オリックスへの売却までには化粧品・健康食品のほかに、医薬品、海洋深層水、アパレル等の製造販売、ホテル事業などを展開していた。
研究・商品開発・品質管理から、製造（国内3箇所に自社工場を所有）、パッケージデザイン、販売促進・マーケティング（会報誌の発行のほかマスメディアでの広告やイベントの協賛）、受注・発送、アフターフォロー、そして店頭販売（直営店を全国で展開）に至るまでを自社で運営している。“DHCを知り尽くすのは、DHC”というポリシーに基づき、自社従業員がほぼ全ての業務を行っていると主張している。
2020年11月、代表取締役会長・CEOの吉田嘉明が、同社のホームページ上にて、「DHCは競合他社とは異なり、消費者のために利益率を低く保って廉価で商品を提供している」という趣旨を述べた。
2022年11月、オリックス株式会社が吉田嘉明から過半数超の株式を取得し買収することを発表した。株式譲渡は2023年3月期中を予定している。オリックスは他の既存株主についても株式取得を含めた協議を進める方針としている。
2023年1月、オリックス株式会社が発行済み株式の91.1%（議決権ベース）を取得し、子会社化。今後、残りの株式を取得し完全子会社し、100%の株式取得時の金額が約3,000億円となること、承継する事業はDHCの主力である化粧品・健康食品や祖業である翻訳・通訳事業と、子会社による酒造業などで、リゾートホテル、テレビ・ラジオ、海洋深層水事業等は承継対象外とすることと、株式譲渡完了後に代表取締役会長・CEOの吉田嘉明が退任することが発表された。

## 主要事業
- 化粧品
- 健康食品- 機能性表示食品を多数展開[10]
- 医薬品・遺伝子検査
- 食品事業
- アパレル・インナーウェア事業
- ビール事業
- 翻訳・通訳事業
- 出版事業（語学書、辞書、翻訳書、実用書など）
- 教育事業
- 介護事業
- ペット事業

その他、日本酒製造、広告代理店などの関連会社あり

## 沿革
- 1972年 - 吉田嘉明が創業。委託翻訳業務を開始。
- 1975年 - 株式会社に改組。
- 1980年 - 化粧品製造販売開始。
- 1983年 - 通信販売事業開始。
- 1992年 - 出版事業、教育事業開始。
- 1995年 - 月刊会報誌「オリーブ倶楽部」創刊。DHC USA INCORPORATED 設立。健康食品製造販売開始。DHC TAIWAN INC.設立。
- 1996年 - 港区南麻布に本社ビル完成。インナーウェア販売開始。
- 1999年 - 全国のコンビニエンスストアで化粧品プチシリーズ販売開始。
- 2001年 - 赤沢温泉ホテル運営開始。
- 2002年 - 食品事業開始。DHC KOREA INC.設立。DHCオンラインショップ開設。
- 2003年 - 直営店第1号店オープン。赤沢日帰り温泉館オープン。上海市にSHANGHAI DHC COMMERCE CO.,LTD.（上海蝶翠诗商业有限公司）設立[11]。DHCモバイルショップ開設。株式会社赤沢漁業設立。
- 2005年 - 医薬品製造販売開始。長沼工場竣工。
- 2006年 - アパレル製造販売開始。DHC公式ブログ開設。DHC UK LIMITED設立。
- 2008年 - さいたま岩槻工場竣工。海洋深層水赤沢工場竣工。遺伝子事業開始。ヘリコプター事業開始。
- 2009年 - 赤沢迎賓館オープン。
- 2014年 - 株式会社DHC小黒酒造（現：DHC酒造）営業開始。
- 2015年 - 株式会社DHCシアター（現：DHCテレビジョン）営業開始。唐津シーサイドホテル運営開始[12]。株式会社DHCビール営業開始。
- 2016年 - ネクスト・キャピタル・パートナーズが保有する「株式会社CROSS FM」の全株式を4月28日付で取得し、吉田嘉明が株式会社CROSS FMの会長に就任。DHCからは取締役が3人派遣された。株式会社伝々虫設立。
- 2016年 - 中国向け越境ECプラットフォーム運営のInagora（代表取締役：翁永飆）と出店契約を締結[13]。
- 2017年 - 直営店227店舗達成（2月）、通信販売会員数1,353万人突破（3月）、免税店第1号店オープン。
- 2020年 - 直営店202店舗展開（1月）、通信販売会員数15,117,269人突破。（7月）
- 2021年 - 2002年設立のDHC KOREAで化粧品事業を展開していた韓国から撤退（9月）[14]。
- 2022年 - 通信販売会員数15,642,254人突破（8月）、オリックスが過半数超の株式を取得することを発表（11月）[7][8]。
  - 12月28日 - ヘリコプター事業を株式会社パシフィック・ヘリコプター・コーポレーションへ事業承継[15]。
- 2023年 - オリックス株式会社が子会社化したことを発表（1月）、通信販売会員数15,882,284人突破。（10月）
  - 1月 - ホテル事業を株式会社ディーエイチシーから複数の別会社に会社分割。唐津シーサイドホテルの所有・運営、国民宿舎虹の松原ホテルの指定管理者の受託[16]は、株式会社唐津シーサイドホテルへ継承[17]。赤沢温泉ホテル、赤沢迎賓館、赤沢合宿所の所有・運営など[18]は株式会社赤沢温泉郷へ継承[19]。
  - 11月21日 - この日をもって書籍販売を終了[20]

## 創業者の政治的姿勢

### 会長・吉田嘉明によるヘイトスピーチ
DHC社は同社のホームページ上で、創業者かつ代表取締役会長である吉田嘉明の名義による差別的な政治的主張をたびたび行い、批判を受けている。同社は在日コリアンや韓国系日本人、またマスメディアについて批判的である。

### 沖縄県の米軍基地問題と在日コリアンに関する主張
2017年1月6日、同じく吉田嘉明が代表取締役会長を務める子会社のDHCシアター（現、DHCテレビジョン）による有料CS放送番組の『ニュース女子』第91回で、沖縄・高江のヘリパッド建設工事に対する反対運動に関して、反対運動に関わる人を「テロリスト」「犯罪者」「無法地帯」などと表現したほか、「反対運動を扇動する黒幕の正体は？」「韓国人はなぜ反対運動に参加する？」などとテロップで報じた。
放送直後より視聴者から「沖縄に対する誤解や偏見をあおる」「番組が報じた事実関係が間違っている」といった多数の批判意見が放送倫理・番組向上機構（BPO）へ寄せられ、BPOは同年12月14日、「重大な放送倫理違反があった」と判断した。
このBPOによる判断に対して、2018年5月、DHC代表取締役会長ならびにDHCシアター代表取締役会長の吉田嘉明はさらに抗議し、「（BPOという）委員のほとんどが反日、左翼という極端に偏った組織に『善悪・正邪』の判断などできるのでしょうか。」「BPOは、NHKと地上波の民放テレビ局（民放連）から選任された委員で構成されていますが、普段NHKや地上波の民放テレビを見ていて何かを感じませんか。昔とは明らかに違って、どの局も左傾化、朝鮮化しています。」などと批判意見を表明した。
また、会長の吉田は同手記にて「我々は全くの異人種である韓国人と仲良くすることはあっても、そして多少は移民として受け入れることはあっても、決して大量にこの国に入れてはいけないのです。ましてや、政権やメディアを彼らに牛耳られることは絶対に避けなければなりません。」と主張した。

### 従軍慰安婦問題にまつわる報道と大韓民国における批判
2019年8月、上述の子会社「DHCテレビジョン」が制作するインターネット番組「真相深入り！虎ノ門ニュース」において、旧日本軍による従軍慰安婦被害者を象徴する「平和の少女像」を出演者が侮辱したなどとされる放送内容が大韓民国（略称：韓国）で批判され、韓国でDHCに対する不買運動が広がった。
また、DHC社で専属モデルを務める韓国人女優のチョン・ユミの所属事務所が肖像権使用の撤回とモデル活動の中止を要請し、同年10月に契約を強制終了した。所属事務所のエースファクトリー側は「DHCとの再契約も絶対に無いだろう」と宣言した。韓国の芸能人がこのような措置を行うことはまれな事態とされる。
これらの批判を受け、同社の韓国法人「DHC KOREA」は代表取締役名で謝罪し、「DHCテレビ出演者のすべての発言に対して同意しないが、関連問題で物議をかもしたことについて深く謝罪する」とする文書を掲載した。

### 会長によるホームページへの差別文書掲載
2020年11月、代表取締役会長・CEOの吉田嘉明が、同社ホームページ上にて、競合他社であるサントリーを引き合いに、「サントリーのCMタレントはほぼ全員がコリアン系の日本人である」「ゆえにネット上では"チョントリー"と揶揄されている」「当社は起用タレント含め、すべてが純粋な日本企業である」などと発信を行った。
この発言は2020年12月頃から「差別的である」としてSNSや国内外のマスメディアで多くの批判を受けたが、DHC広報はハフポスト日本版の取材に対して「回答することは特にございません」としている。また、名指しされたサントリーは当件に関するコメントを差し控えた一方、人権尊重の重要性を明確にするコメントを出した。なお、サントリーはむしろ吉田が支持していた安倍晋三政権と親密な関係にあった。

#### 国会での議論
この発言は日本の国会でも問題視された。
2021年4月2日の衆議院の法務委員会において、衆議院議員の武井俊輔が同発言について取り上げ、「このようなヘイト企業のあり方も非常に残念」「他国をけなして『美しい国』を標榜することはいかがなものか」などと発言した。
これを受けて、経済産業省の担当者は「日本企業はOECDの『多国籍企業行動指針』および日本政府の『ビジネスと人権に関する行動計画』を踏襲すべきであり、同省は引き続き人権の啓発について取り組む」などと答弁した。

#### 企業・自治体の反応
2021年5月13日までに前述の文章を更新し、毎日新聞社と読売新聞社、産経新聞社系列の広告会社から折り込みチラシの依頼を拒否されたほか、日本テレビからもスポットCMの申し込みも断られたことを明らかにした。
これに対してDHCと包括連携協定を結んでいる高知県南国市や熊本県合志市などの地方自治体が同社との協定を解消または凍結した他、イオンやJR西日本など取引企業からも批判が相次いだ（多民族共生人権教育センターの調査による）。
その後、2021年6月1日までにDHCホームページの該当文章が削除された。DHCは「この事についてのコメントは差し控える」としているが、前述の一部自治体やイオンなどに対して、個別に謝罪や撤回の表明をしていることが明らかになっている。
ちなみに、2008年から2019年までDHCが大口スポンサーを務めていたJリーグのサガン鳥栖には、この期間中も多くの韓国人・在日コリアン系の選手やスタッフが所属していた。

## 訴訟

### ファンケルとの特許訴訟
2009年に販売開始したメイク落とし「DHCマイルドタッチクレンジングオイル」は特許を侵害しているとして、2010年にファンケルがDHCを相手に、特許侵害による損害賠償7億1000万円と販売差し止めを求めて提訴。
2012年5月23日、第一審の東京地裁（大須賀滋裁判長）は特許権侵害を認め、DHCに約1億6600万円の賠償を命じた。販売差し止めについては、すでに製造販売を終えているとして退けた。DHCはこの判決を不服とし、またファンケルも損害額に不服があるとして双方が控訴した。
2013年7月9日、控訴審の知財高裁（塩月秀平裁判長）において、DHCによる特許権侵害は認めず、金銭の支払いもないとの和解が成立した。DHCは「逆転勝訴と考えており、大変満足している」とのコメントおよびリリースを発表。ファンケルはリリースの発表はしていないものの、「DHCが問題の製品の販売を再開しないことなどに応じたため、和解での解決を選択した」とコメントしている。
製品は、入浴中など手や顔がぬれた状態でも使えるのが特徴。ファンケルも同種製品を販売しており、判決などによると、ファンケルは2008年9月に特許を出願し、2009年8月に登録。DHCは同様のコンセプトで製造、販売していた。
なお、ファンケルの特許を巡っては、特許庁が2012年1月に無効審決をだしている。

### 富士フイルムとの特許訴訟
富士フイルムが、DHCの一部商品が自社の特許権を侵害しているとして、製造販売の差し止めと1億円の損害賠償を求めてDHCを提訴した。一審の東京地裁は富士フイルムの請求を棄却し、2017年10月25日、控訴審の知財高裁も一審判決を支持し、富士フイルムの控訴を棄却した。

### 名誉毀損訴訟
DHCと会長の吉田が、弁護士澤藤統一郎のみんなの党代表（当時）であった渡辺喜美への貸付等について批判したブログ記事が名誉棄損にあたるとして6000万円の賠償を求め提訴したが、東京地方裁判所はDHC側の請求を棄却し、東京高等裁判所、最高裁判所も地裁の判断を支持した。この裁判の係属中、澤藤からスラップ訴訟だと批判された吉田は、これに対する反論文書を自社の会長メッセージに記載した。
名誉毀損の終結後に澤藤がDHCと吉田に対して提起した損害賠償請求訴訟において、東京地裁は2019年10月4日、DHCと吉田に対して110万円の賠償を命じた。

## 提供番組
2018年10月時点

### テレビ
- アナザースカイ（日本テレビ）

ミニ番組
- 太陽からのおくりもの（日本テレビ）
- スカイはいく（テレビ東京）
- キラリん滋賀（びわ湖放送）

### ラジオ
全てCROSS FM。
- DHC Lifestyle Council
- On the Road
- Weekly 虎ノ門ニュース

### 過去

#### テレビ
- めざましテレビ（フジテレビ）
- ヒルナンデス!（日本テレビ）
- 有吉ゼミ（日本テレビ）
- 大人のヨーロッパ街歩き（BS日テレ）
- ザ・ドキュメンタリー（BS朝日）
- 出発!気ままに趣味旅（BSジャパン）
- 片岡愛之助の解明!歴史捜査（BS日テレ）
- あさチャン!（TBS）
- ストライク・ガール〜ボウリング新時代〜（BS-TBS）2013年3月終了
- ステーションEYE　(テレビ朝日)
- ザ・スクープ（テレビ朝日）
- NEWS ZERO（日本テレビ）
- ひみつの嵐ちゃん!（日本テレビ）
- 1億人の大質問!?笑ってコラえて!（日本テレビ）
- はねるのトびら（フジテレビ）
- TBS土曜8時枠の連続ドラマ（TBS）
- どっちの料理ショー（読売テレビ制作・日本テレビ系ネット）
- 学校へ行こう!MAX（TBS）
- TBS木曜夜10時枠の連続ドラマ（TBS）
- 金曜ロードショー（日本テレビ）※後継はニトリに交代
- ぐるナイ（日本テレビ）
- ジャングルTV 〜タモリの法則〜（MBS制作・TBS系ネット）
- タモリのグッジョブ!胸張ってこの仕事（MBS制作・TBS系ネット）
- 世界バリバリ☆バリュー（MBS制作・TBS系ネット）
- 週刊オリラジ経済白書（日本テレビ）
- 芸恋リアル（日本テレビ）
- クイズ$ミリオネア（フジテレビ）
- 土曜ドラマ（フジテレビ）
- 開運!なんでも鑑定団（テレビ東京） - 2004年10月から2008年9月まで
- 木曜洋画劇場（テレビ東京）
- ぶらり温泉 健美の旅（BS-TBS、DHC1社提供）
- 火曜22時ドラマ（関西テレビ）
- 関口宏の風に吹かれて（BS-TBS）
- 15時サスペンスリピート（TBS）
- みのもんたの朝ズバッ!→朝ズバッ!（TBS系）
- 報道ステーション（テレビ朝日）
- 新婚さんいらっしゃい!（朝日放送）
- バナナマンの決断までのカウントダウン（フジテレビ）～2015年3月
- 情報プレゼンター とくダネ!（フジテレビ）
- FNNニュース（フジテレビ、土曜最終版）
- 道の駅ぶらり散歩美人（BSジャパン）
- ニュース女子（TOKYO MX）2018年3月ネット打ち切り
- アニゲー☆イレブン!（BS11）

#### ラジオ
- DHC Brighten up your days（J-WAVE）
- 神保美喜のTea Lounge（文化放送）[53]
- DHCドリームプロジェクト〜はなわ・こんのひとみ 夢をかなえよう（TBSラジオ）[54]
- DHC Presents 神保美喜のブリリアントな女性たち（ラジオ日本） - 「神保美喜のTea Lounge」の前身
- オールナイトニッポン（ニッポン放送）
- DHC COUNTDOWN JAPAN→DHC COUNTDOWN jp（TOKYO FM）
- 菅下清廣のIRアプリ（ラジオNIKKEI）
- 大原櫻子 Happy Tuning!（ニッポン放送）
- JFN時報  2006年7月から2009年3月まで東京FMなどで平日夜9時から深夜3時までの奇数時に時報CMを放送。

## スポンサードイベント
- 神宮外苑花火大会 特別協賛（ - 2008年）
- 九州花火大会[55]
- DHCレディースボウリングツアー[56]
- インターナショナル・ボウリング・チャンピオンシップ[57]
- PBAジャパン インビテーショナル[58]
- Jリーグサガン鳥栖 ユニフォームスポンサー（2008年 - 2019年）[59] - 創業者は佐賀県出身[12]

## 関連会社
- DHC酒造
- 伝々虫
- DHC USA INCORPORATED
- DHC TAIWAN INC.
- DHC KOREA INC.
- DHC UK LIMITED
- SHANGHAI DHC COMMERCE CO.,LTD.（上海蝶翠诗商业有限公司）